# Tomaso Luciani
Tomaso Luciani (Albona, 7 marzo 1818 – Venezia, 9 marzo 1894) è stato un patriota italiano.

## Biografia
Di nobile famiglia albonese nacque nella città istriana nel 1818. Da giovane venne a contatto con il podestà locale il quale lo instradò presto nell'amministrazione comunale. A circa trent'anni assunse la massima carica municipale gestendo l'albonese fino al 1849 – e in una seconda occasione dal 1859 fino al 1861 – apportando una serie di innovazioni, dimostrandosi così molto vicino ed attaccato alla popolazione locale.
Dato il suo grandissimo fervore patriottico nel 1848 caldeggiò, alla notizia degli avvenimenti di Vienna, Milano e Venezia, l'insurrezione (sia pur dal tono limitato) nella sua piccola Albona, senza curarsi delle possibili conseguenze data la sua carica di funzionario austriaco, assieme ai patrioti locali organizzando anche reclutamenti clandestini di volontari da inviare a Venezia nella Legione dalmato-istriana e tenendosi strettamente in contatto con i compagni istriani giunti nella città lagunare nell'imminenza di un tanto atteso sbarco di volontari per liberare ed includere nei confini della Madrepatria la piccola penisola adriatica, separata dalla sua capitale storica dagli austriaci dopo il Congresso di Vienna.
Soffocata la rivoluzione dalle truppe II. RR. tornò ad occuparsi delle faccende comunali e a viaggiare per il Paese, recandosi, in cerca di informazioni sulla sua terra, nelle principali  biblioteche italiane. Nel 1859, in piena seconda campagna risorgimentale, sperò vivamente che le armate francesi e piemontesi, vittoriose a Solferino e San Martino, potessero arrivare a liberare almeno l'Istria ex-veneta per includerla nella Confederazione italiana pattuita a Plombières.
Il suo inesauribile sentimento d'amore per l'Italia lo portò nella primavera del 1861, dopo che il conte di Cavour ebbe espressa la propria volontà di un istriano tra i maggiori esponenti del Comitato d'emigrazione veneta, a spostarsi nello Stato Italiano, non ancora riconosciuto dall'Austria ed appena costituitosi il 17 marzo, per partecipare quindi tra le file dei protagonisti del Risorgimento. Furono da una parte un gruppo tra i principali patrioti giuliani da tempo esuli in Piemonte, tra i quali i più noti Pacifico Valussi, Antonio Coiz e Francesco Prospero Antonini, e dall'altra quelli rimasti in Istria, sotto la guida di Carlo Combi, a raccomandare il Luciani. Ottenuto il passaporto, dopo aver ceduto tutte le sue proprietà ad un cugino, varcò il confine austro-sardo e si stabilì a Milano da dove iniziò la sua attività propagandistica portando avanti la causa giuliana parallelamente a quelle veneta e trentina, oltre a stringere una sincera e calorosa amicizia con Giuseppe Garibaldi, il quale mostrerà per lui sempre grande ammirazione.
Allo scoppio della Terza guerra d’indipendenza fu l'anima del Comitato triestino-istriano che lottava per la parità del bisogno di annessione della Venezia Giulia con quella del Veneto.
L'esito inconcludente della campagna per le armi italiane, con il solo compenso della Venezia per l'Italia alleata della Prussia e uscita praticamente sconfitta dal conflitto con l'Austria, diffuse molte amarezze nell'animo del Luciani che non riuscì a vedere la sua terra ricongiunta alla Madrepatria.
Si spegnerà a Venezia nel 1894.
Tra le sue opere si rievoca la più nota «Tradizioni popolari albonesi» uscita due anni prima della sua scomparsa.